# Conferenza dei rettori delle università italiane
La Conferenza dei rettori delle università italiane (acronimo CRUI) è un'associazione delle università statali e non statali. È attiva come organizzazione privata dal 1963; in seguito è diventata ufficialmente organo di consulenza ministeriale.
A capo della conferenza è posto un Presidente: da novembre 2023 la carica è ricoperta da Giovanna Iannantuoni, rettrice dell'Università degli Studi Milano Bicocca, e prima donna Presidente CRUI.

## Storia
A partire dal 2009 è stata oggetto di numerose polemiche a causa di un supposto ruolo politico e a sostegno degli interessi di categoria dei rettori che la compongono, nonostante la natura di associazione universitaria. In particolare è stata criticata per il suo sostegno al disegno di Legge 1905 del ministro Gelmini. Le critiche sono venute, talvolta, da alcuni fra gli stessi rettori.

## Presidenti
Sono stati presidenti della CRUI:
- 1963-1968: Guido Ferro (Padova)

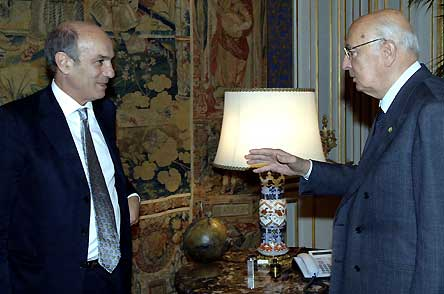
Trombetti incontra Giorgio Napolitano al Quirinale

- 1968-1972: Alessandro Faedo (Pisa)
- 1972-1976: Tito Carnacini (Bologna)
- 1976-1984: Carmine Alfredo Romanzi (Genova)
- 1984-1987: Vincenzo Buonocore (Salerno)
- 1987-1994: Gian Tommaso Scarascia Mugnozza (Viterbo)
- 1994-1998: Paolo Blasi (Firenze)
- 1998-2002: Luciano Modica (Pisa)
- 2002-2006: Piero Tosi (Siena)
- 2006-2008: Guido Trombetti (Napoli Federico II)
- 2008-2011: Enrico Decleva (Milano)
- 2011-2013: Marco Mancini (Viterbo)
- 2013-2015: Stefano Paleari (Bergamo)
- 2015-2020: Gaetano Manfredi (Napoli Federico II)[5][6]
  - gennaio-febbraio 2020: Lucio d'Alessandro (Napoli Suor Orsola Benincasa) pro tempore[7]
- 2020-2022: Ferruccio Resta (Politecnico Milano)[8]
- 2022-2023: Salvatore Cuzzocrea (Messina)
- dal 2023: Giovanna Iannantuoni (Milano-Bicocca)[9]